# Eutreptia viridis
Eutreptia viridis, secondo una classificazione filogenetica (Perty, 1852) è una specie del supergruppo Excavata appartentente alla famiglia Eutreptiaceae, la prima ad essere scoperta del genere Eutreptia.

## Caratteristiche
Le cellule sono fusiformi durante il nuoto. La pellicola mostra sottili striature a spirale. Ci sono due flagelli emergenti di uguale lunghezza. Le cellule nuotano rapidamente con l'estremità anteriore che traccia un ampio cerchio. Quando le cellule smettono di nuotare mostrano un marcato metabolismo (movimento euglenoidale). Ci sono numerosi cloroplasti da discoidali a ellissoidi di colore verde brillante. I granuli di Paramylon sono a forma di bastoncino o disco. C'è un prominente ocello rosso associato a uno dei flagelli. C'è un'apertura subapicale anteriore nel serbatoio. Un singolo vacuolo contrattile si svuota nel serbatoio. Il nucleo è centrale nelle cellule natatorie. Eutreptia è stata segnalata più spesso in habitat marini e salmastri, ma si trova anche in modo non comune in acqua dolce. Raccolto da campioni di superficie di un corso d'acqua dolce a flusso lento arricchito organicamente ricoperto di lenticchia d'acqua (Lemnaceae) vicino a Boise, Idaho. DIC.

La specie è stata ritrovata nel Mar Baltico,, nel Mar Nero,, Gran Bretagna, Irlanda

Olanda, Portogallo, Romania, Svezia, Ucraina, Virginia US, Cuba, Argentina, Brasile, India, Indonesia, Cina, Giappone, Tajikistan, e infine nel new south wales, Australia,